# La peor de mis bodas 2
La peor de mis bodas 2 es una película de comedia peruana de 2019 dirigida por Adolfo Aguilar y escrita por Italo Carrera, Pablo Del Teso, Roberto Valdivieso & Sandro Ventura. Es una secuela de la película de 2016 La peor de mis bodas. Vuelve a estar protagonizada por Maricarmen Marín y Gabriel Soto. Se estrenó el 1 de enero de 2019 en los cines peruanos.

## Sinopsis
Maricielo y Salvador llevan casados dos felices años; pero la llegada de la temida suegra, una jueza de renombre en México, los envolverá en más enredos.

## Reparto
Los actores que participaron en esta película son:
- Maricarmen Marín como Maricielo
- Gabriel Soto como Salvador
- Laura Zapata como Doña Leonor
- Carlos Casella como Juancito
- Darlene Rosas como Catalina
- Thiago Vernal como Ignacio
- Attilia Boschetti como Úrsula
- Carlos Palma como Fernando
- Analú Polanco como Silvia
- Francisco Cabrera como Rolando
- Sergio Galliani como Rubén
- Rodolfo Carrión como Guardián del Hotel

## Producción
El rodaje de la película estaba previsto que comenzara a mediados de 2017, pero se retrasó. A mediados de julio de 2018 comenzó el rodaje de la película.

## Recepción
Convocó a más de 200.000 espectadores en sólo dos semanas.

## Secuela
A finales de agosto de 2021, Adolfo Aguilar anunció que se realizaría una tercera parte titulada La peor de mis bodas 3, que comenzará a rodarse en marzo de 2022. Su estreno está previsto para el 27 de julio de 2023 en los cines peruanos.